# Betlanovce
Betlanovce es un municipio del distrito de Spišská Nová Ves en la región de Košice, Eslovaquia, con una población estimada a final del año 2024 de 776 habitantes.
Se encuentra ubicado al noroeste de la región, en la sierra del Alto Tatra y la cuenca hidrográfica del río Hernád, y cerca de la frontera con la región de Prešov.

## Demografía
| Año        | 1994 | 2004     | 2014    | 2024     |
| ---------- | ---- | -------- | ------- | -------- |
| Población  | 503  | 636      | 694     | 776      |
| Diferencia |      | +26,44 % | +9,11 % | +11,81 % |

| Año        | 2023 | 2024 |
| ---------- | ---- | ---- |
| Población  | 776  | 776  |
| Diferencia |      | +0 % |